# José Eustasio Rivera
José Eustasio Rivera Salas (Rivera, Huila, 19 de febrero  de 1888-Nueva York, 1 de diciembre de 1928) fue un escritor colombiano destacado por su obra poética pero sobre todo por su novela La Vorágine , considerada un clásico de la literatura hispanoamericana.

## Biografía
José Eustasio Rivera Salas nació en una familia modesta, como uno de los once hijos de Eustasio Rivera y de Catalina Salas.
Estudió en los colegios Santa Librada de Neiva y San Luis Gonzaga de Elías (Huila), y después gracias a una beca en la Escuela Normal Central de Bogotá. En 1909 se trasladó a vivir a Ibagué y trabajó como inspector escolar. En 1912 Rivera ingresó a la Facultad de Derecho de la Universidad Nacional de Colombia, alcanzando el grado de doctor en Derecho y Ciencias Políticas el 3 de marzo de 1917. Simultáneamente trabajó como empleado del Ministerio de Gobierno.
Después de la muerte de su padre, Rivera fue designado secretario abogado de la Comisión Limítrofe Colombo-Venezolana, y el 19 de septiembre de 1922 partió con esta Comisión en una expedición que lo lleva de nuevo a la selva fronteriza con su ciudad natal y a conocer las condiciones de los colonos y el abandono de la región por el Estado. El 18 de julio de 1923, Rivera envió desde Manaus al Ministerio de Relaciones Exteriores, sus denuncias sobre las injusticias y crímenes cometidos contra los colombianos en las fronteras. El 12 de octubre regresó a Bogotá. Entre abril y mayo de 1924, luego de organizar una Junta Patriótica de Defensa Nacional en Neiva, se dedicó a escribir artículos de denuncia en la prensa nacional sin conseguir que sus advertencias y peticiones fueran atendidas.
En 1925, Rivera es elegido miembro de la Comisión Investigadora de Relaciones Exteriores y de Colonización, publica entonces una serie de artículos en El Nuevo Tiempo de Bogotá, bajo el título "Falsos postulados nacionales", en los que denunció todo tipo de irregularidades, especialmente en la contratación del oleoducto Cartagena-Barrancabermeja, que involucraban desde el presidente Pedro Nel Ospina hasta el exministro Esteban Jaramillo, provocando un gran escándalo.
A fines de abril  de 1928 y después de representar a Colombia en el Congreso Internacional de Inmigración y Emigración de La Habana, Rivera llegó a Nueva York con cierto prestigio como poeta y novelista, político y diplomático. Sus intenciones eran hacer una nueva edición de La Vorágine y lograr su traducción al inglés, así como negociar los derechos de su adaptación al cine, sin resultados positivos a causa de sus exigencias nacionalistas.
El 23 de noviembre de 1928, después de despedir en el aeropuerto al piloto Méndez Rey que viajaba a Colombia, Rivera cayó enfermo y, debido a la gravedad de su estado, días después, el 27 de noviembre, fue llevado al New York Policlinic Hospital en estado casi comatoso, con convulsiones y síntomas de hemiplejia. El 1.º de diciembre falleció a las 12:50. De las causas de su muerte no hay certeza, pero se ha concluido que lo más probable es que haya padecido de malaria cerebral, adquirida durante sus días en la selva, toda vez que antes ya había sufrido varios episodios por esa causa.
El cuerpo embalsamado de José Eustasio Rivera fue llevado de Nueva York a Colombia para ser enterrado el 9 de enero de 1929 en el Cementerio Central de Bogotá, tras un trayecto de 39 días en distintos medios de transporte y recibiendo en cada puerto y en cada pueblo por los que pasaba, los homenajes que nunca recibió en vida.

## Carrera literaria
Desde el colegio Rivera se distinguió por su talento como escritor, particularmente de poesía. Es autor de más de 168 poemas y sonetos de corte parnasiano, donde expresa su amor y admiración por la naturaleza, de los cuales los mejores forman parte de su extensa Oda a España. Dicha obra obtuvo el segundo lugar en los Juegos Florales de Tunja en 1910, y fue publicada en el periódico El Tropical de Ibagué en septiembre del mismo año. También fue elogiado por la Oda a san Mateo que escribió en honor del héroe de la independencia Antonio Ricaurte. 
Mientras estudiaba en la universidad incursionó en la dramaturgia escribiendo el drama Juan Gil y otras piezas no acabadas o ahora perdidas. En 1921 se publicó el libro de sonetos Tierra de promisión (1921) con el que alcanzó cierta notoriedad.
En 1922, radicado en Sogamoso, comenzó a escribir su novela La vorágine que continuó mientras trabajó en la Comisión Limítrofe Colombo-Venezolana. La novela fue publicada en 1924, en Bogotá, tras dos años de escritura y seis meses de revisiones. En 1926 apareció la segunda edición corregida de La vorágine, y Rivera empezó a escribir su segunda novela, La mancha negra, perdida años después en Nueva York.

## Homenajes
En 1943, San Mateo, pueblo donde pasó la mayor parte de la infancia que era corregimiento del municipio de Neiva, fue erigido en municipio con el nombre de «Rivera» en honor del escritor, mediante ordenanza número 4 del 15 de mayo de 1943 de la Asamblea departamental del Huila y aún conserva dicho nombre.
Desde 1988 la "Fundación para la Enseñanza y Promoción de los Oficios y las Artes, Tierra de Promisión" con el apoyo del Municipio de Neiva para exaltar la memoria del escritor convoca a los escritores de lengua castellana a la Bienal Nacional de Novela “José Eustasio Rivera” que en el 2012 realizó la versión XIII Bienal Nacional y I internacional.
En 1994 se construyó el Centro Cultural y de Convenciones José Eustasio Rivera en la ciudad de Neiva Huila Colombia.
En el 2012 y como parte de los eventos de celebración de los 400 años de fundación de Neiva, Rivera  fue escogido por votación popular como el personaje más representativo, por lo cual su rostro figura en una moneda conmemorativa que se acuñó con un diámetro de 4 centímetros y 4 milímetros de grosor, elaborada en bronce y zinc con un baño de oro, para ser entregada a las personas u organizaciones que se destacaron por contribuir al desarrollo de la ciudad.

## Obras
- Tierra de promisión (1921), libro de cincuenta y cinco sonetos. Rivera combinó el soneto clásico de versos endecasílabos, con el de versos alejandrinos, típico de la poesía modernista. Con buen recibimiento en general por parte de la crítica y los lectores del momento, el libro recogía algunos de los sonetos publicados por Rivera en distintos periódicos desde 1908, aproximadamente.[12][5]

- La vorágine (1924), de corte naturalista, es una de las más importantes obras no solo de la literatura colombiana sino de la literatura hispanoamericana, hasta el punto de ser considerada por muchos como la gran novela de la selva latinoamericana. Relata en primera persona la aventura de Arturo Cova quien huye de las convenciones sociales de la estrecha sociedad colombiana de principios del siglo XX. Esa huida lo lleva a los llanos orientales, extensa región de caudalosos ríos, donde se separa intempestivamente de Alicia, su compañera. La búsqueda de Alicia lo llevará a la selva de la amazonía colombiana donde Arturo será testigo de la penosa esclavitud de los trabajadores que extraen el caucho por parte de la casa peruana Arana. La selva, sus ritos ancestrales y sus alucinaciones así como la lucha incansable por sobrevivir en ella, son los protagonistas de esta novela que narra además la tragedia social que ha padecido Colombia durante muchos años. Se considera una novela moderna que quiebra el romanticismo y el costumbrismo que hasta ese momento habían dominado la novela colombiana, un libro descarnado sobre la verdadera selva, la vida de un hombre que deja todo a los azares del destino. El manuscrito de esta obra es conservado actualmente por la Biblioteca Nacional de Colombia, en Bogotá.[1]